# Tjärnbergstjärnen, Medelpad
Tjärnbergstjärnen är en sjö i Ånge kommun i Medelpad och ingår i Ljungans huvudavrinningsområde. Sjön har en area på 0,0386 kvadratkilometer och ligger 270,4 meter över havet. Sjön avvattnas av vattendraget Stumån.

## Delavrinningsområde
Tjärnbergstjärnen ingår i det delavrinningsområde (694612-151563) som SMHI kallar för Inloppet i Långtjärnen. Medelhöjden är 380 meter över havet och ytan är 19,28 kvadratkilometer. Räknas de 5 avrinningsområdena uppströms in blir den ackumulerade arean 39,07 kvadratkilometer. Stumån som avvattnar avrinningsområdet har biflödesordning 3, vilket innebär att vattnet flödar genom totalt 3 vattendrag innan det når havet efter 98 kilometer. Avrinningsområdet består mestadels av skog (96 procent). Avrinningsområdet har 0,04 kvadratkilometer vattenytor vilket ger det en sjöprocent på 0,2 procent.